# Benoît Chabot
Pour les articles homonymes, voir Chabot.
Jean Jacques Lucien Benoît Chabot (13 février 1911 - 20 juillet 2006) fut un vendeur et homme politique fédéral du Québec.

## Biographie
Né à Plaisance en Outaouais, il devint député indépendant de la circonscription de Kamouraska en 1957, lorsque le député sortant, Arthur Massé, jusqu'alors libéral indépendant depuis deux mandats, devint un candidat libéral officiel. M. Chabot ne se représenta pas en 1958.
Il meurt à Québec le 20 juillet 2006.